# Sete Vidas
Sete Vidas é uma telenovela brasileira produzida e exibida pela TV Globo de 9 de março a 10 de julho de 2015, em 106 capítulos. Substituiu Boogie Oogie e foi substituída por Além do Tempo, sendo a 85ª "novela das seis" exibida pela emissora.
Escrita por Lícia Manzo, com a colaboração de Cecília Giannetti, Daniel Adjafre, Dora Castellar, Marta Góes e Rodrigo Castilho, conta com direção de Adriano Melo, Thiago Teitelroit, Bruno Martins e Pedro Freire. A direção geral e de núcleo foram de Jayme Monjardim.
Contou com as participações de Isabelle Drummond, Domingos Montagner, Jayme Matarazzo, Ghilherme Lobo, Michel Noher, Débora Bloch, Ângelo Antônio, Thiago Rodrigues e Maria Eduarda de Carvalho.

## Enredo

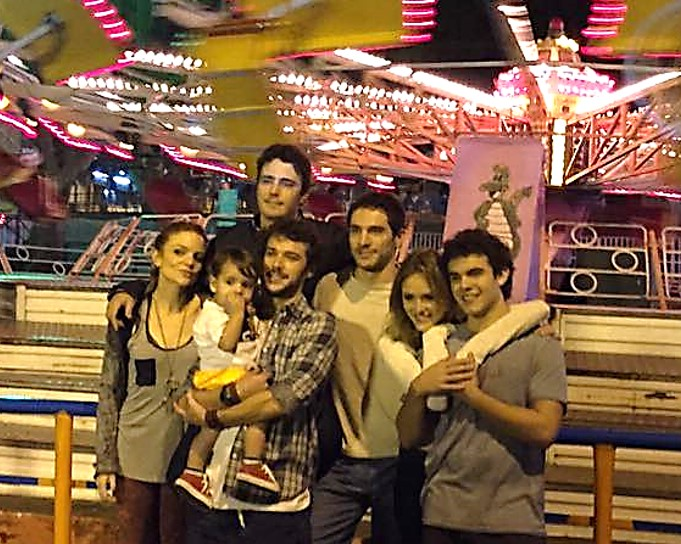
Os sete irmãos protagonistas que levam o título da telenovela.

Miguel, após provocar culposamente (sem intenção) a morte da mãe, Catarina, muda-se para os Estados Unidos. Lá, sem dinheiro, resolve doar seu esperma em um banco de esperma. Décadas depois, este sêmen geraria cinco filhos. Miguel começa um namoro com a jornalista Lígia, mas termina o relacionamento e vai sozinho com seu barco para uma expedição na Antártica. Durante a viagem, o barco colide com uma geleira e naufraga. Lígia e Lauro, melhor amigo de Miguel, presumem que ele tenha morrido, mas na verdade foi resgatado por membros de uma aldeia no interior da Argentina, e perdeu a memória.
Ao mesmo tempo, Júlia descobre que foi gerada por inseminação artificial. Sua mãe, Marta lhe diz que ela foi gerada com o sêmen do doador 251, que é Miguel. Com essa informação ela descobre, através de um site especializado, que possui um meio-irmão, Pedro. Os dois marcam de se encontrar em um protesto que Pedro iria participar. Durante o protesto Pedro encontra Júlia e, sem saber que é a sua irmã, a leva para longe do ataque dos policiais. No dia seguinte eles descobrem que são irmãos, mesmo com uma atração recíproca, que fará com que iniciem então um convívio marcado pelo peso deste incesto.
Durante a novela, Pedro e Júlia descobrem a existência de outros meio-irmãos:
| Meio-irmão | Causa               | Pais                         | Origem         |
| ---------- | ------------------- | ---------------------------- | -------------- |
| Pedro      | Pai estéril         | Vicente e Letícia (falecida) | Rio de Janeiro |
| Júlia      | Pai estéril         | Marta e Murilo               | Rio de Janeiro |
| Bernardo   | Mãe solteira        | Marlene                      | Belo Horizonte |
| Luís       | Duas mães           | Esther e Vivian (falecida)   | Los Angeles    |
| Laila      | Duas mães           | Esther e Vivian (falecida)   | Los Angeles    |
| Felipe     | Pai estéril         | Diego e Beatriz              | Argentina      |
| Joaquim    | Gerado naturalmente | Vicente e Lígia              | Rio de Janeiro |

Lígia conhece Vicente, pai de criação de Pedro, e casa-se com ele. Enquanto isso, para superar a paixão por Júlia, Pedro vai para Fernando de Noronha estudar, e seu professor é Miguel, que para não levantar suspeitas, apresenta-se com seu primeiro nome, João. Após um tempo, Pedro e João/Miguel voltam para o Rio de Janeiro. Miguel reencontra Lauro e descobre que teve um filho com Lígia, e Pedro conhece seu novo irmão, Felipe, que precisa de um transplante de fígado. O único órgão compatível é o de Miguel que, para fazer o transplante, é forçado a se revelar. Lígia descobre que o ex-namorado está vivo e, após se recuperar do trauma, termina com Vicente e reata com o navegador. Algum tempo depois Miguel perde Joaquim em uma praia carioca, e após encontrar o filho, se culpa e resolve ir para uma expedição sozinho novamente. Enquanto isso, Júlia descobre que não é filha de Miguel, termina seu casamento com Edgard e começa a namorar com Pedro.
A história de Pedro e Julia
Julia e Pedro se apaixonaram no primeiro capítulo, apesar de terem marcado um encontro para se conhecerem, Júlia e Pedro se viram pela primeira vez em meio a um protesto de rua, sem saber quem eram. Ali nasceu o amor que estaria condenado a ser "abortado" diversas vezes. Primeiro, a descoberta de que eram filhos do mesmo doador de esperma os afastou, já que pensavam que eram meio-irmãos. Ainda assim, a paixão falou mais alto e os dois não resistiram a um beijo (supostamente incestuoso) que os acabou afastando.
Culpada, Júlia se casa com Edgard às pressas; Pedro, por sua vez, foge para Fernando de Noronha, onde foi fazer um doutorado. O que ele não imagina é que lá fosse conviver com Miguel, sem saber que ele é seu pai biológico. Lá, o rapaz conhece Taís e começam a namorar. Enquanto isso, o casamento de Júlia vai de mal a pior.
A descoberta de que não eram irmãos
Após brigar com Marta e sofrer um acidente que a deixou entre a vida e a morte, Guida revela o segredo da irmã, guardado há anos: Júlia não foi gerada através de inseminação artificial, mas é fruto de uma relação que a mãe teve fora do casamento. Quando ficou sabendo disso por Elisa, a jovem vai para Noronha, para contar tudo a Pedro.
Pedro, mesmo já morando com Taís, e Julia, casada com Edgard, não resistem e se entregam ao sentimento. O casal então faz amor pela primeira vez e juram ficar juntos. Contudo, a notícia da gravidez de risco de Taís caiu com uma bomba entre os dois. Pedro, comovendo-se com a dificuldade que Tais tinha para engravidar e com os riscos de conseguir levar uma gestação adiante, optou em abdicar do seu amor por Júlia em favorecimento a gestação de Tais.
A tristeza de Taís só começou a passar com a chegada de Felipe, outro filho do doador 251 (Miguel), que precisava de um transplante de fígado para sobreviver. O navegador, que até então era dado como morto, se revelou vivo para salvá-lo e assim que o argentino se recuperou, embarcou com o pai biológico e Júlia para uma viagem de barco pela Patagônia.
Durante a viagem, Felipe se declarou apaixonado por Júlia, que a princípio relutou em se envolver, mas acabou assumindo o novo romance. Quando voltou para o Rio de Janeiro, o casal assumiu o namoro diante de todos os irmãos, inclusive Pedro, que esboçou esconder o ciúme. Já com o filho nascido, o biólogo não conseguiu lidar com a frustração por ter aberto mão de seu grande amor e se tornou uma pessoa amargurada, frustrada e infeliz.
Depois de discutir feio com Felipe numa festa de aniversário dos irmãos gêmeos Laila e Luis, Pedro ouviu algumas verdades de Laila e começou a se dar conta de que estava indo no caminho errado. Ele então resolveu deixar Noronha e voltar para o Rio de Janeiro e lutar por Júlia. Pedro foi sincero com Tais, terminou a relação, se dispôs a ser um super pai ao filho, porém confessou amar Julia e lutar por esse amor e felicidade abdicada anteriormente. Chegando ao Rio de Janeiro, ele procurou Julia na saída do trabalho da moça e se desculpou pelos erros do passado, assumindo que jamais poderia ter abdicado de sua felicidade e principalmente do amor de ambos, se declarando para Júlia e prometendo que a esperaria o tempo que fosse necessário. Felipe embarcou para a África a trabalho, abrindo espaço para que Julia e Pedro embarcassem em uma viagem para Belo Horizonte em busca do irmão Bernardo, que a esta altura se rebela e foge de casa por conflitos com a mãe, Marlene e o amor não correspondido por Elisa. Durante a viagem toda conexão adormecida entre Pedro e Júlia voltaram a tona. Felipe voltou de viagem e encontrou Pedro e Júlia abraçados. Em um momento de fuga ao amor sentido por Pedro, Julia decide acompanhar Felipe em definitivo para a África. O filho adotivo de Vicente, disposto a não perder o seu verdadeiro amor, a procura e em um ímpeto, a beija.
Abalada, a moça afirma que está bem com Felipe, mas na verdade está completamente desnorteada. Miguel e Laila a aconselham a não fugir do que realmente sente por Pedro, pois tal conduta não a faria feliz. Julia nutrida do amor sentido por Pedro, termina o relacionamento com Felipe, confessando que precisa ficar um tempo sozinha, a fim de constatar o que realmente sente. Julia decide ir embora do Rio de Janeiro e trabalhar no interior de São Paulo, enquanto Felipe embarca ao continente africano.
Passam-se meses e Lígia a fim de comemorar o aniversário do filho Joaquim convida todos os sete irmãos para comemorarem o aniversário a bordo do barco Sete Vidas. Miguel, Lígia, Laila, Luis, Bernardo e Joaquim estão a deriva quando notam a chegada de Pedro, e logo atrás Julia.
Após meses sem se verem, Pedro e Julia trocam olharem apaixonados, e embarcam a deriva. Felipe que não pode estar presente devido ao seu trabalho humanitário envia um vídeo contendo uma linda mensagem, confessando amar todos os irmãos. Todos comemoram o aniversário de Joaquim e a novela tem uma linda passagem contendo desfechos de vários personagens.
Diante do pôr do sol, no convés, Julia está contemplando a paisagem e Pedro se aproxima. Ambos trocam olhares apaixonados e se entregam definitivamente ao amor, beijando-se com cumplicidade. Lígia e Miguel emocionados observam a cena de longe. O ambientalista aproveita o momento para beijá-la. A cena final é a imagem do barco Sete Vidas, que seguirá navegando e a novela acaba.

## Elenco
| Intérprete                | Personagem                                            |
| ------------------------- | ----------------------------------------------------- |
| Domingos Montagner        | João Miguel Oliveira Sanches (Miguel / João Oliveira) |
| Débora Bloch              | Lígia Fiúza Macedo                                    |
| Isabelle Drummond         | Júlia de Moraes Brandão                               |
| Jayme Matarazzo           | Pedro Martins Vieira                                  |
| Thiago Rodrigues          | Luís Thompson Viana                                   |
| Maria Eduarda de Carvalho | Laila Thompson Viana                                  |
| Ghilherme Lobo            | Bernardo Figueira Meira                               |
| Michel Noher              | Felipe Soares Viegas                                  |
| Ângelo Antônio            | Vicente Martins Vieira                                |
| Mariana Lima              | Isabel Barreto                                        |
| Malu Galli                | Irene Fiúza Macedo                                    |
| Regina Duarte             | Esther Viana                                          |
| Letícia Colin             | Elisa de Moraes Ribeiro                               |
| Vanessa Gerbelli          | Marina Bastos                                         |
| Maria Flor                | Taís Medeiros                                         |
| Leonardo Medeiros         | Lauro Barreto                                         |
| André Frateschi           | Arthur Martins Vieira (Arthurzinho)                   |
| Gisele Fróes              | Marta de Moraes Brandão                               |
| Selma Egrei               | Dália Fiúza Macedo                                    |
| Fábio Herford             | Eriberto de Souza e Melo                              |
| Lígia Cortez              | Beatriz Soares Viegas                                 |
| Jean Pierre Noher         | Diego Soares Viegas                                   |
| Cyria Coentro             | Marlene Figueira Meira                                |
| Bianca Comparato          | Diana Ferreira da Silva                               |
| Maria Manoella            | Branca Viana                                          |
| Cláudia Mello             | Guida de Moraes Ribeiro                               |
| Walderez de Barros        | Iara Martins Vieira                                   |
| Eline Porto               | Luísa Martins Vieira                                  |
| Fernanda Rodrigues        | Virgínia Vieira                                       |
| Fernando Eiras            | Renan                                                 |
| Fernando Alves Pinto      | Caio                                                  |
| Cláudio Jaborandy         | Durval                                                |
| Luiz Serra                | Aníbal                                                |
| Thaís Garayp              | Rosa                                                  |
| Flávio Pardal             | Paschoal                                              |
| Ju Colombo                | Graça                                                 |
| Milena Melo               | Sofia Thompson Viana                                  |
| Gabriel Palhares          | Luca Thompson Viana                                   |
| Bernardo Berruezo         | Joaquim Macedo                                        |

### Participações especiais
| Intérprete                | Personagem                |
| ------------------------- | ------------------------- |
| Fernando Belo             | Edgard Pires              |
| Camilo Bevilacqua         | Murilo                    |
| Juliana Carneiro da Cunha | Lúcia                     |
| Sílvia Lourenço           | Olívia                    |
| Susana Ribeiro            | Luzia                     |
| Cynthia Senek             | Luzia (jovem)             |
| Jonas Bloch               | José Renato               |
| Sylvia Massari            | Heloísa (Helô)            |
| Marcílio Nogueira         | Augusto Oliveira Sanches  |
| Jesuíta Barbosa           | João Miguel (jovem)       |
| Cláudia Netto             | Catarina Oliveira Sanches |
| Celso Frateschi           | Augusto (jovem)           |
| Talita Tilieri            | Bárbara                   |
| Marcelo Argenta           | Marcos                    |
| Gael Augusto              | Gustavo                   |
| Dieter Fuhrich            | Thiago                    |
| Emílio de Mello           | Vinícius                  |
| Gustavo Machado           | Renato                    |
| Rogério Fróes             | Elísio                    |
| Simone Soares             | Soraya                    |
| Thierry Tremouroux        | Carlos                    |
| Julia Konrad              | Valentina                 |
| Cristine Perón            | Bia                       |
| Adriano Garib             | Antônio                   |
| Camila Amado              | Cida                      |
| Stella Maria Rodrigues    | Mariinha                  |
| Clarice Derzié Luz        | Cida (jovem)              |
| Karine Teles              | Fotógrafa que ajuda Elisa |
| Alexandre Liuzzi          | Inácio                    |

## Produção

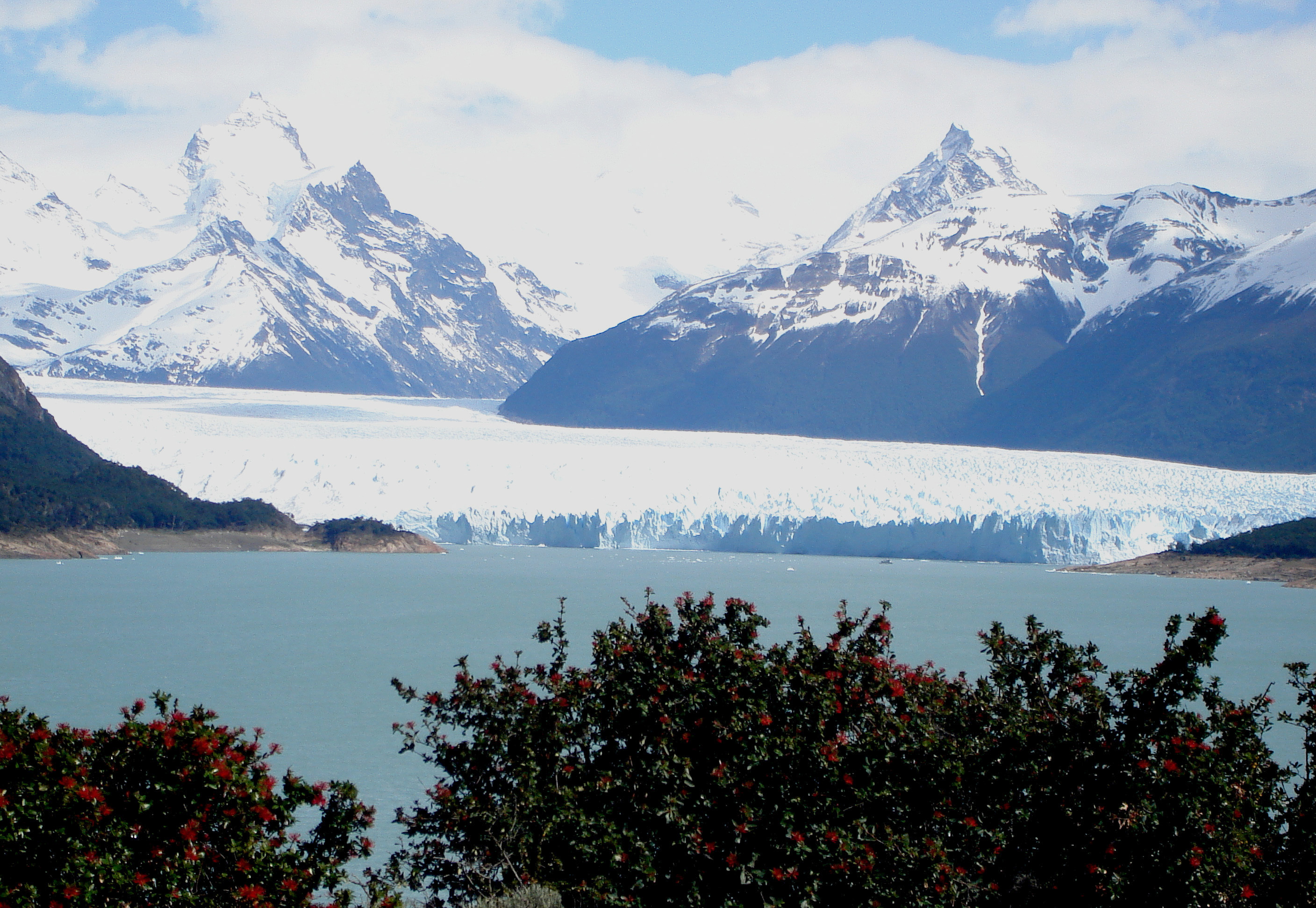
As cenas iniciais foram gravadas em El Calafate, na Argentina.

Inicialmente a trama estava prevista para estrear em 2014 no horário das 23 horas em 57 capítulos. Porém, em abril de 2014, a direção da Globo alterou o cronograma e decidiu que Sete Vidas se sairia melhor como uma "novela das seis" pela temática leve e romântica, colocando-a para substtuir Boogie Oogie. Lícia Manzo utilizou como inspiração para escrever a história o filme franco-canadense Meus 533 Filhos, de 2011, e o filme estadunidense De Repente Pai, de 2013, ambos com temáticas que envolviam doadores de semém que tem a vida alterada quando os dados vazam e seus filhos saem em busca de conhecê-los, porém alterando o foco da comédia para um romance dramático.
A emissora pretendia gravar cenas na Antártida, mas a direção da TV Globo julgou o local como sendo perigoso, e fez com que as locações fossem transferidas para El Calafate, na Patagônia, simulando a Antártida. O diretor Jayme Monjardim optou pelo naturalismo na trama, usando móveis ecológicos num dos cenários; locações reais como a redação do jornal de Lígia e uso de pouca maquiagem nos atores.

## Exibição
No dia 27 de junho de 2015, um sábado, a novela e  I Love Paraisópolis não foram exibidas por causa da transmissão do jogo entre Brasil e Paraguai pelas quartas de final da Copa América de 2015. Com isso, Sete Vidas que teria 107 capítulos, fechou com 106.

### Exibição internacional
| País                 | Canal          | Título local | Estreia                 | Final                  | Horário semanal   | Hora       | Ref    |
| -------------------- | -------------- | ------------ | ----------------------- | ---------------------- | ----------------- | ---------- | ------ |
| Brasil               | TV Globo       | Sete Vidas   | 9 de março de 2015      | 10 de julho de 2015    | Segunda a Sábado  | 18:20      | —      |
| Portugal             | Globo Portugal | Sete Vidas   | 14 de setembro de 2015  | 6 de dezembro de 2015  | Segunda a Domingo | 20:001     | [ 88 ] |
| Costa Rica           | Teletica       | Partes de Mí | 23 de maio de 2016      | 2 de setembro de 2016  | Segunda a Sexta   | 14:452     | [ 89 ] |
| Israel               | Viva           | שבע נשמות    | 14 de junho de 2016     | 26 de setembro de 2016 | Domingo a Quinta  | 19:05      | [ 90 ] |
| Coreia do Sul        | TeleNovela     | 파츠오브미   | 16 de junho de 2016     | 10 de dezembro de 2016 | Quinta a Sábado   | 11:00      | [ 91 ] |
| Chile                | Canal 13       | Partes de Mí | 20 de junho de 2016     | 19 de agosto de 2016   | Segunda a Sexta   | 15:30      | [ 92 ] |
| República Dominicana | Tele Antillas  | Partes de Mí | 6 de julho de 2016      | 18 de outubro de 2016  | Segunda a Sexta   | 21:00      | [ 93 ] |
| El Salvador          | TCS Canal 4    | Partes de Mí | 14 de novembro de 2016  | 16 de março de 2017    | Segunda a Sexta   | 14:00      | [ 94 ] |
| Arménia              | Armenia 1      | Յոթ կյան     | 6 de fevereiro de 2017  | 19 de maio de 2017     | Segunda a Sexta   | 18:35      | [ 95 ] |
| Paraguai             | SNT            | Partes de Mí | 22 de fevereiro de 2017 | 12 de junho de 2017    | Segunda a Sexta   | 21:00      | [ 96 ] |
| Uruguai              | Teledoce       | Partes de Mí | 18 de maio de 2020      | 24 de julho de 2020    | Segunda a Sexta   | 17:30      | [ 97 ] |
| Nicarágua            |                | Partes de Mí | Brevemente              | Brevemente             | Brevemente        | Brevemente | [ 98 ] |
| Peru                 |                | Partes de Mí | Brevemente              | Brevemente             | Brevemente        | Brevemente | [ 98 ] |

↑1  Exibida entre 23 de novembro e 6 de dezembro em capítulos de 30 minutos, dividindo o horário com os primeiros capítulos de Além do Tempo.
↑2  Transferida para as 14:30 a partir do dia 27 de junho.

## Recepção

### Da crítica
A jornalista Patrícia Kogut afirmou que Sete Vidas fez boa estreia com ótimo elenco e texto realista. Segundo ela, a novela ingressou o telespectador em ambientes íntimos e que os personagens são verossímeis e fazem lembrar pessoas conhecidas. A qualidade dos diálogos também foi elogiada. Com relação ao enredo, a jornalista destaca o desembaraço e a competência da autora em tornar os enredos realistas, e o resultado disso eram que os dramas retratados se tornavam humanos e verdadeiros. Quanto ao casal protagonista ela ressalta o excelente trabalho dos atores — ambos no tom exato, sem um sinal de encenação. Ela não poupou elogios a Jayme Monjardim, mas criticou os cenários da trama, alegando que eles lembram outras novelas dirigidas pelo diretor e que eles foram uma força contra o texto tão realista. Ela finaliza dizendo que Sete vidas estreou bem e tem tudo para agradar àquele público de donas de casa tão assíduo do horário.
Fernando Oliveira, do R7, afirmou que com Sete Vidas, Lícia Manzo será a substituta de Manoel Carlos na Globo. Ele justifica dizendo que os artifícios utilizados pelo medalhão, tais como diálogos bem escritos, trama desacelerada com tom de crônica, focada mais nos conflitos emocionais e familiares do que em reviravoltas mirabolantes também são bastante aproveitados por Lícia Manzo. Segundo o jornalista, o novo folhetim surpreendeu com enredo redondo e elenco repleto de nomes que deveriam ser vistos com mais frequência na TV. Ele elogiou os personagens o afirmar que são bem construídos, e que apesar de às vezes parecer bastante didático, o texto da trama é bem amarrado.
Nilson Xavier, do UOL afirmou que Sete Vidas estreou sem atropelar o telespectador e sem fazê-lo dormir. Segundo ele, logo na estreia, a trama já pontuou bem o tempo de suas histórias com uma apresentação comedida da história central e dos principais personagens, sem precisar apelar para grandes reviravoltas. Ele ainda diz que a novela já mostrou a que veio, seja pela temática ou pelas relações humanas que a trama pretende mostrar. Ele finaliza dizendo que a estreia foi correta e discreta e que a trama promete bastante emoção para os próximos meses.
Vanessa Scalei, editora do caderno TV Show, afirmou que na estreia de Sete Vidas, a autora Lícia Manzo já mostrou que seu ponto forte, além do ótimo texto, é dosar realidade e ficção, focando nas relações humanas. Ela elogiou a maneira como os personagens principais foram apresentados, sem atropelar a história. Além disso, ela também exalta as paisagens do Rio e da Patagônia que foram mostradas na estreia e até compara a trama a um documentário do National Geographic, por causa de tanta riqueza de detalhes. Para ela, o grande destaque da estreia foi a atriz Débora Bloch, que está muito segura e solta em cena. Ela finaliza afirmando que ''Sete Vidas começou bem, distante das antecessoras por ser mais realista, mas prometendo render bem para o horário.

### Audiência
Seu primeiro capítulo registrou média de 20 pontos e 38% de participação na Grande São Paulo, mesmo índice de Boogie Oogie (2014), sua antecessora. No Rio de Janeiro, a trama estreou com 26 pontos. No terceiro capítulo, a trama bateu recorde de audiência com 21 pontos de média, índice repetido diversas vezes. No Rio de Janeiro, seu recorde seu deu no dia 26 de março, quando atingiu 26 pontos. No dia 07 de abril, bate recorde com 21,7 (22) pontos de média na Grande São Paulo, índice alcançado novamente em 10 de junho.
A primeira semana da trama registrou mais audiência que suas cinco antecessoras, fazendo assim a melhor estreia desde Amor Eterno Amor (2012). O último capítulo teve média de 20 pontos. A trama terminou com 19.4 pontos de média, a maior audiência desde Flor do Caribe (2013).

### Prêmios e indicações
| Ano  | Prêmio                    | Categoria                  | Indicação          | Resultado | Ref.            |
| ---- | ------------------------- | -------------------------- | ------------------ | --------- | --------------- |
| 2015 | Prêmio Extra de Televisão | Melhor Novela              | Lícia Manzo        | Indicada  | [ 113 ]         |
| 2015 | Prêmio Extra de Televisão | Melhor Atriz Coadjuvante   | Regina Duarte      | Indicada  | [ 113 ]         |
| 2015 | Prêmio Extra de Televisão | Melhor Revelação Masculina | Ghilherme Lobo     | Indicado  | [ 113 ]         |
| 2015 | Prêmio Extra de Televisão | Melhor Ator/Atriz Infantil | Gabriel Palhares   | Indicado  | [ 113 ]         |
| 2015 | Troféu APCA               | Melhor Novela              | Lícia Manzo        | Indicada  | [ 114 ] [ 115 ] |
| 2015 | Troféu APCA               | Melhor Ator                | Domingos Montagner | Indicado  | [ 114 ] [ 115 ] |
| 2015 | Troféu APCA               | Melhor Diretor             | Jayme Monjardim    | Indicado  | [ 114 ] [ 115 ] |
| 2015 | Prêmio Quem de Televisão  | Melhor Ator                | Domingos Montagner | Indicado  | [ 116 ] [ 117 ] |
| 2015 | Prêmio Quem de Televisão  | Melhor Atriz               | Debora Bloch       | Indicada  | [ 116 ] [ 117 ] |
| 2015 | Prêmio Quem de Televisão  | Revelação                  | Ghilherme Lobo     | Indicado  | [ 116 ] [ 117 ] |
| 2015 | Prêmio Quem de Televisão  | Melhor Autor               | Lícia Manzo        | Indicada  | [ 116 ] [ 117 ] |

## Trilha sonora

### Nacional
Capa: Isabelle Drummond e Jayme Matarazzo como Júlia e Pedro, respectivamente.
| N.º            | Título                                    | Música           | Personagem      | Duração |  |
| 1.             | "Cais"                                    | Caetano Veloso   | Miguel          | 4:47    |  |
| 2.             | "Errática"                                | Gal Costa        | Luís            | 3:19    |  |
| 3.             | "A Sua (Ao Vivo)"                         | Marisa Monte     | Marina          | 3:01    |  |
| 4.             | "Pra Te Lembrar"                          | Luiza Possi      | Júlia e Pedro   | 3:38    |  |
| 5.             | "Medo de Amar Nº 02"                      | Roberta Sá       | Lígia e Miguel  | 2:58    |  |
| 6.             | "Epitáfio"                                | Titãs            | Vicente         | 2:55    |  |
| 7.             | "Pais e Filhos"                           | Legião Urbana    | Bernardo        | 5:08    |  |
| 8.             | "All Star"                                | Cássia Eller     | Júlia e Pedro   | 3:19    |  |
| 9.             | "Eu e a Brisa"                            | Wilson Simoninha | Luísa e Vicente | 5:10    |  |
| 10.            | "Medo de Amar (Vire Essa Folha do Livro)" | Nana Caymmi      | Lígia           | 3:49    |  |
| 11.            | "Lígia"                                   | Chico Buarque    | Lígia e Vicente | 2:52    |  |
| 12.            | "Terra"                                   | Paulinho Moska   | Miguel          | 5:09    |  |
| 13.            | "Deixar o Barco Ir"                       | Dani Black       | Tema Geral      | 3:21    |  |
| 14.            | "A Dança"                                 | Playmobille      | Pedro e Taís    | 4:07    |  |
| Duração total: | Duração total:                            | Duração total:   | Duração total:  | 53:38   |  |

### Internacional
Capa: Débora Bloch e Domingos Montagner como Lígia e Miguel, respectivamente.
| N.º            | Título                      | Música                              | Personagem          | Duração  |  |
| 1.             | "What a Wonderful World"    | Tiago Iorc                          | Abertura            | 4:01     |  |
| 2.             | "Like a Rose"               | Maria Gadú                          | Júlia e Pedro       | 2:58     |  |
| 3.             | "Forever Green"             | Antônio Carlos Jobim                | Tema Geral          | 3:14     |  |
| 4.             | "Blowin' in the Wind"       | Dan Torres                          | Tema Geral          | 2:54     |  |
| 5.             | "Today's The Day"           | Aimee Mann                          | Irene               | 4:42     |  |
| 6.             | "In Your Light"             | Jon Allen                           |                     | 4:07     |  |
| 7.             | "December Days"             | Tim Hanauer                         | Tema Geral          | 4:21     |  |
| 8.             | "Mon Coeur N'est Plus Doux" | Tó Brandileone                      | Laíla               | 2:47     |  |
| 9.             | "Años"                      | Irene Atienza (Feat.: Marcus Viana) | Ester e José Renato | 4:11     |  |
| 10.            | "Father and Son"            | Cadu Valle                          | Tema Geral          | 3:41     |  |
| 11.            | "Doin' Great"               | Emi Meyer                           | Tema Geral          | 3:29     |  |
| 12.            | "Night & Day"               | Jon Allen                           | Tema Geral          | 4:14     |  |
| 13.            | "Long, Long Time"           | Maria Gadú                          | Tema Geral          | 3:12     |  |
| 14.            | "Nobody Knows"              | Dan Sultan                          |                     | 4:32     |  |
| 15.            | "Quiet One"                 | Big Little Lions                    | Tema Geral          | 4:08     |  |
| 16.            | "Reckoner" (Instrumental)   | Vitamin String Quartet              | Tema Geral          | 4:40     |  |
| 17.            | "Na Primeira Manhã"         | Mônica Salmaso                      | Lígia e Miguel      | 4:36     |  |
| Duração total: | Duração total:              | Duração total:                      | Duração total:      | 01:05:54 |  |

Ainda:
- "El Alma Vuela" - Shana Muller (Tema de Felipe)
- "Sorte e Azar" - Barão Vermelho (Tema de Felipe e Julia)